# Ernesto Meyer Filho
Ernesto Meyer Filho (Itajaí, 4 de dezembro de 1919 — Florianópolis, 22 de junho de 1991) foi um artista plástico brasileiro. Quintais e galos fantásticos estão entre os temas preferidos do artista, que buscava inspiração em "Marte".
Era filho da escritora Rachel Liberato Meyer, autora do livro (póstumo) Uma menina de Itajaí, e de Ernesto Meyer, que exerceu entre outras, a atividade de fazendeiro, exportador de arroz e banana, contador e representante comercial.
Seu quadro Idílio fantástico (1957) foi, até que se prove o contrário, a primeira pintura fantástica produzida e exibida, pelo menos no estado de Santa Catarina. Constou de sua primeira exposição individual, realizada no Museu de Arte Moderna de Santa Catarina. Tachado de maluco pelos conservadores, deixou sua arte até em guardanapos dos bares e nas costas de folhas de cheque.
Foi, igualmente, o primeiro artista plástico moderno de Santa Catarina que, sem sair do seu estado natal, expôs, individualmente, em galerias profissionais e museus do Rio de Janeiro (Galeria Penguim, 1960), Belo Horizonte (Museu de Minas Gerais Pampulha, 1961) e São Paulo (Casa do Artista Plástico, 1963 e 1964).
Bacharel em Ciências Contábeis e funcionário aposentado do Banco do Brasil, participou como ilustrador do Movimento Revista Sul e foi um dos fundadores e presidente do Grupo de Artistas Plásticos de Florianópolis (GAPF), responsável pela organização dos dois primeiros salões de artes de Santa Catarina e pela primeira coletiva de artistas catarinenses fora do estado, em Curitiba.
Meyer Filho, possui obras nos museus de arte de Florianópolis, Belo Horizonte,  Joinville, Pinacoteca de Porto Alegre, Museu de Arte Contemporânea de São Paulo (Coleção Theon Spanoudis) e em coleções particulares no Brasil e exterior.

## Alguns quadros  de Meyer Filho
- Idilío cósmico II - acrílica sobre Eucatex - 45x40cm - 1981
- Personagens cósmicos I - acrílica sobre Eucatex - 45x40cm - 1981
- Personagens cósmicos - acrílica sobre Eucatex - 45x40cm - 1982
- Bernunça surrealista - acrílica sobre Eucatex - 40,5x46cm - 1985
- Galo galáxico Nº 4 - Tinta acrílica sobre Eucatex - 1990